# Cascate di Barbiano

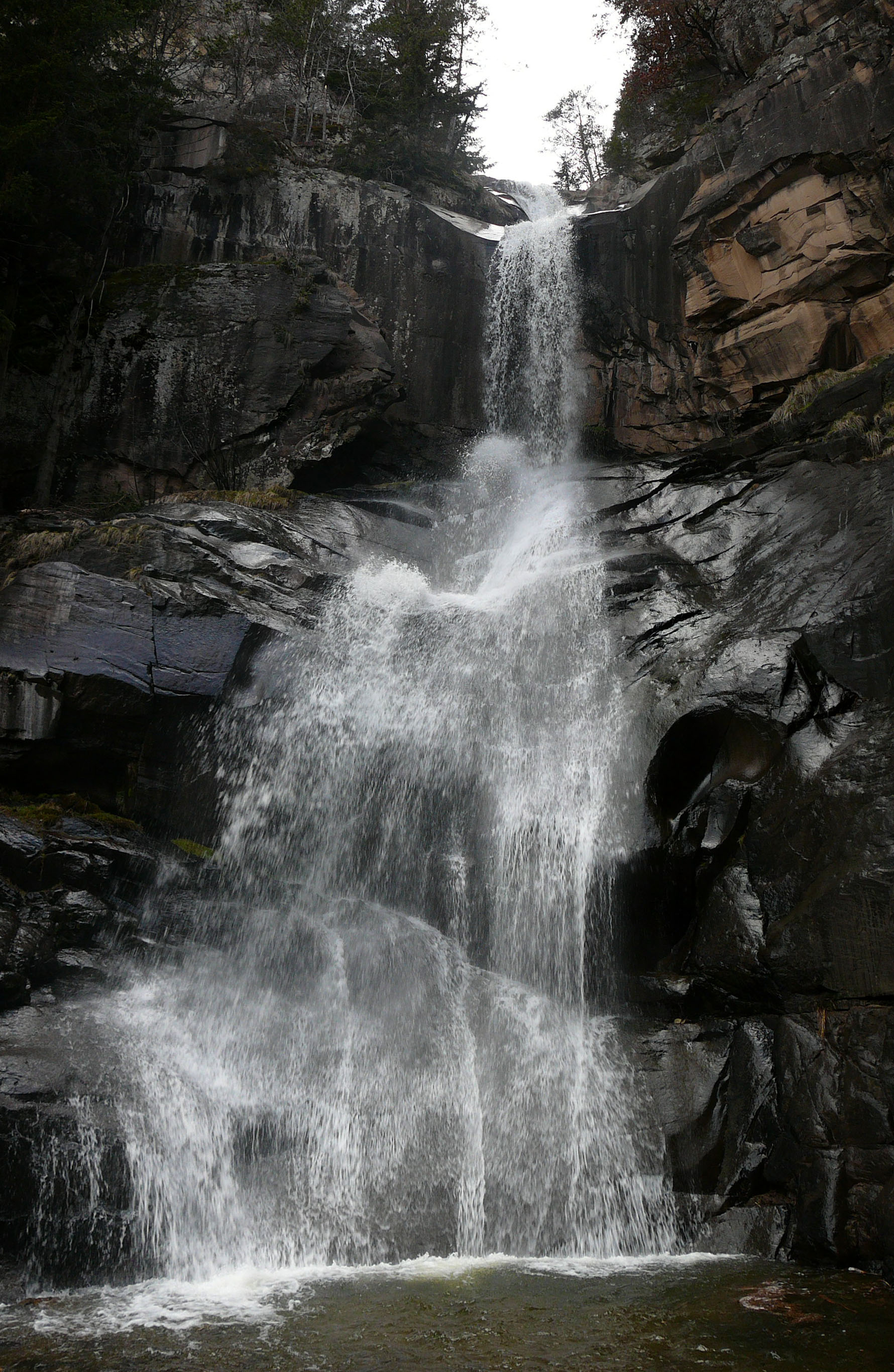
La cascata superiore

Le cascate di Barbiano (Barbianer Wasserfälle in tedesco) sono una serie di cascate che si trovano poco oltre il paese di Barbiano, sopra a Ponte Gardena, in Alto Adige.
Le cascate prendono forma dal Rio Ganda (Ganderbach), che nasce ad una quota di 2000 metri, e precipita verso valle, con ben otto cascate da un gradone di roccia alto 200 m.
L'intero bacino imbifero è composto da porfido quarzifero, una roccia vulcanica formatasi 300 milioni di anni fa.
Nei terreni porfirici si accumula poca acqua, pertanto le cascate sono particolarmente spettacolari dopo intense precipitazioni e nel periodo di aprile-maggio, in cui si scioglie la neve in alta montagna.
In Estate le cascate inferiori possono ridursi a piccoli rigagnoli, perché l'acqua viene deviata per irrigare i campi.

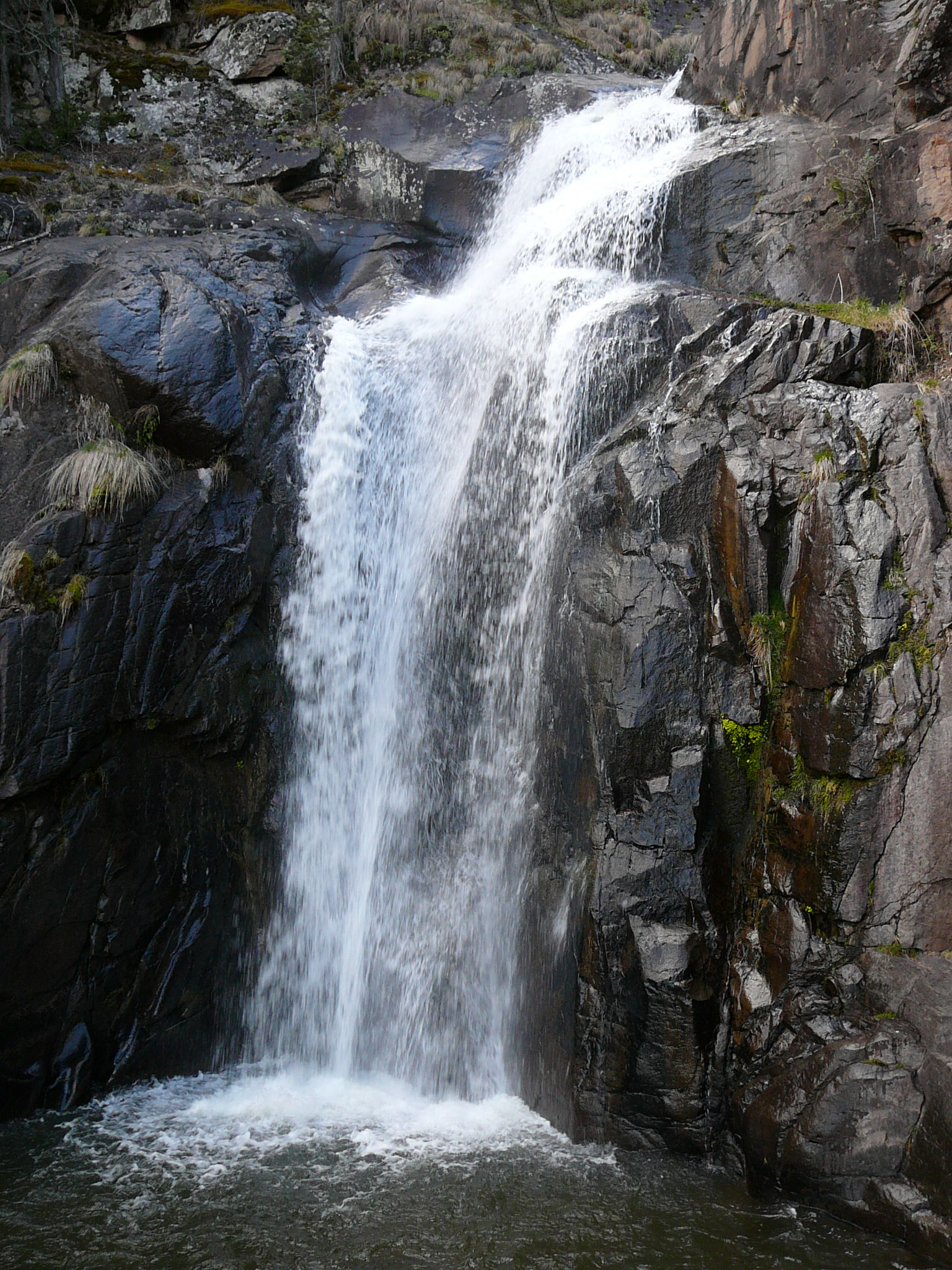
La cascata intermedia

## Raggiungere le cascate
Per raggiungere le cascate bisogna prima raggiungere il paese di Barbiano. Verso la fine del paese, si trovano lungo la strada alcuni parcheggi, e da qui parte il sentiero (rosso-bianco) che conduce alle cascate.
L'itinerario migliore è quello di seguire le indicazioni per la cascata superiore (Oberer Barbianer Wasserfall), e una volta raggiuntala, scendere lungo il sentiero per vedere le altre (2 ore e mezza ca. tutto il giro).
Per i meno volenterosi, invece è preferibile seguire le indicazioni per la cascata inferiore (Unterer Barbianer Wasserfall), che è anche la più spettacolare.
Per quanto riguarda il primo tragitto, nonostante ad un certo punto la segnaletica indichi il sentiero come "solo per esperti", questo non è altro che un sentierino pianeggiante che costeggia la montagna, leggermente esposto, ma non richiede alcuna capacità o dote, fuorché un minimo d'attenzione.

## Le cascate
Presso Barbiano si trovano tre cascate:
La cascata superiore
Questa cascata è situata a 1215 m, e con il suo salto di ben 45 metri crea una forte impressione visivo-acustica.
La cascata intermedia
In realtà questa cascata (Mittlerer Barbianer Wasserfall) comprende diverse cascate di dimensione inferiore rispetto alle altre due, ma comunque affascinanti.
La cascata inferiore
Con i suoi ben 85 metri di salto la cascata inferiore, facilmente raggiungibile da Barbiano, è fra le cascate più conosciute. Enormi blocchi di porfido sparsi sul terreno testimoniano la forza poderosa dell'erosione.

## Effetti collaterali della cascata
Il particolare clima salubre della cascata deriva dalla maggior presenza di ioni di ossigeno: nelle abitazioni si registra una concentrazione di circa 100 ioni per cm³, nell'aria di città di circa 200, nelle località marine e montane sale circa a 5000 ioni.

Questi sono in grado di legare polveri sottili e gas di scarico, stimolare il sistema immunitario, agire positivamente sulle mucose respiratorie, hanno effetti calmanti sul sistema neurovegetativo e sulla circolazione e in genere hanno effetti stimolanti sull'intero organismo. La "terapia della cascata" favorisce lo scambio dei gas a livello polmonare ed è indicata per quanti soffrono di allergie.

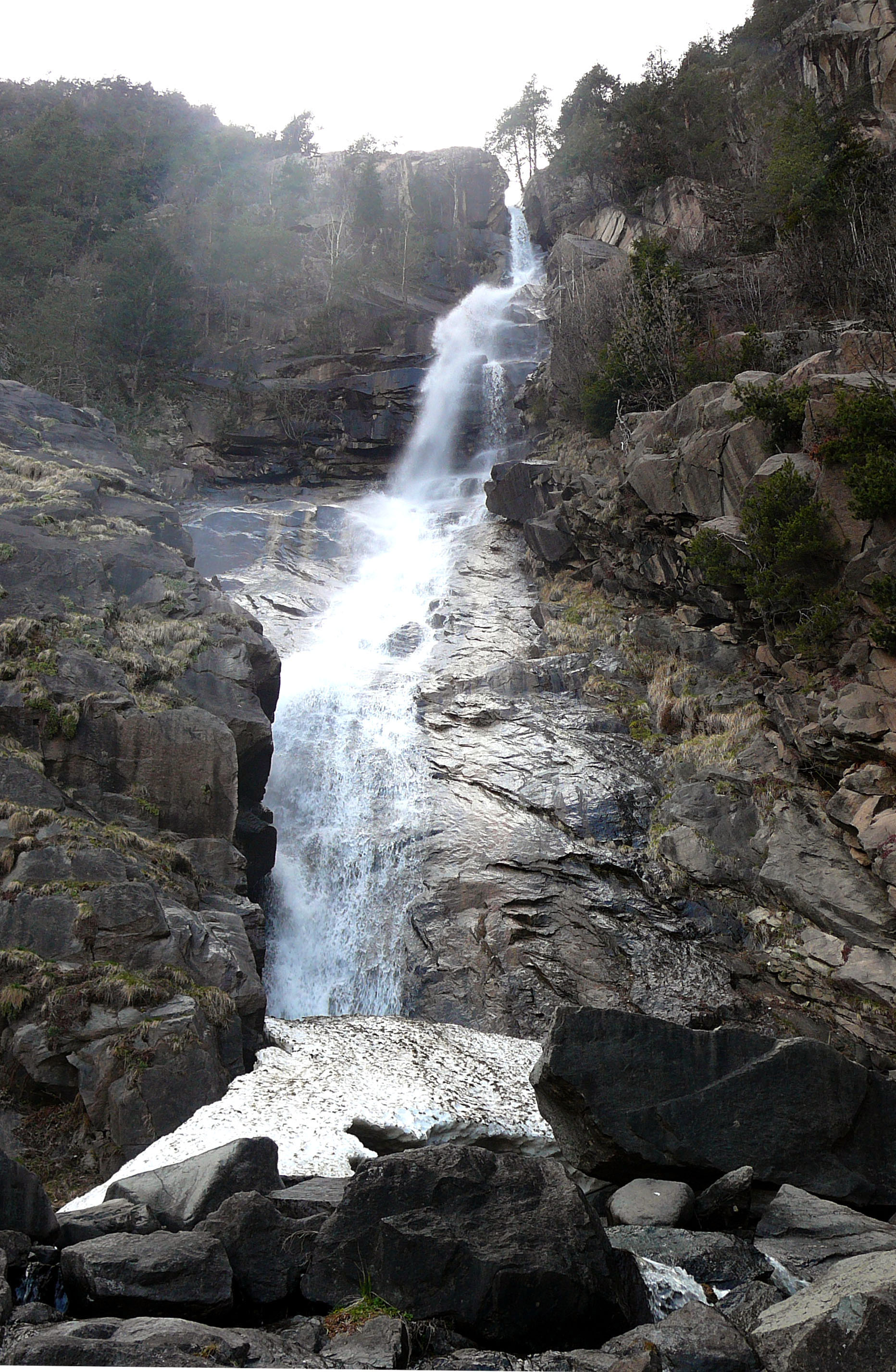
La cascata inferiore

## Incidenti
L'11 ottobre 2010, una turista cinquantenne germanica è scivolata e precipitata dalla cascata, facendo un volo di circa 20 metri. Salvata da Trentino Emergenza, la donna è sopravvissuta.